# Arrows A20
Chronologie des modèles
Arrows A19 Arrows A21
L'Arrows A20 est la monoplace de Formule 1 engagée par l'écurie Arrows lors de la saison 1999 de Formule 1. Elle est pilotée par l'Espagnol Pedro de la Rosa et le Japonais Toranosuke Takagi. Le pilote d'essais est le Sud-Africain Stephen Watson. Pour la seconde année consécutive, l'écurie britannique conçoit son propre moteur, à la suite du rachat du motoriste Hart par Tom Walkinshaw en 1997.

## Historique

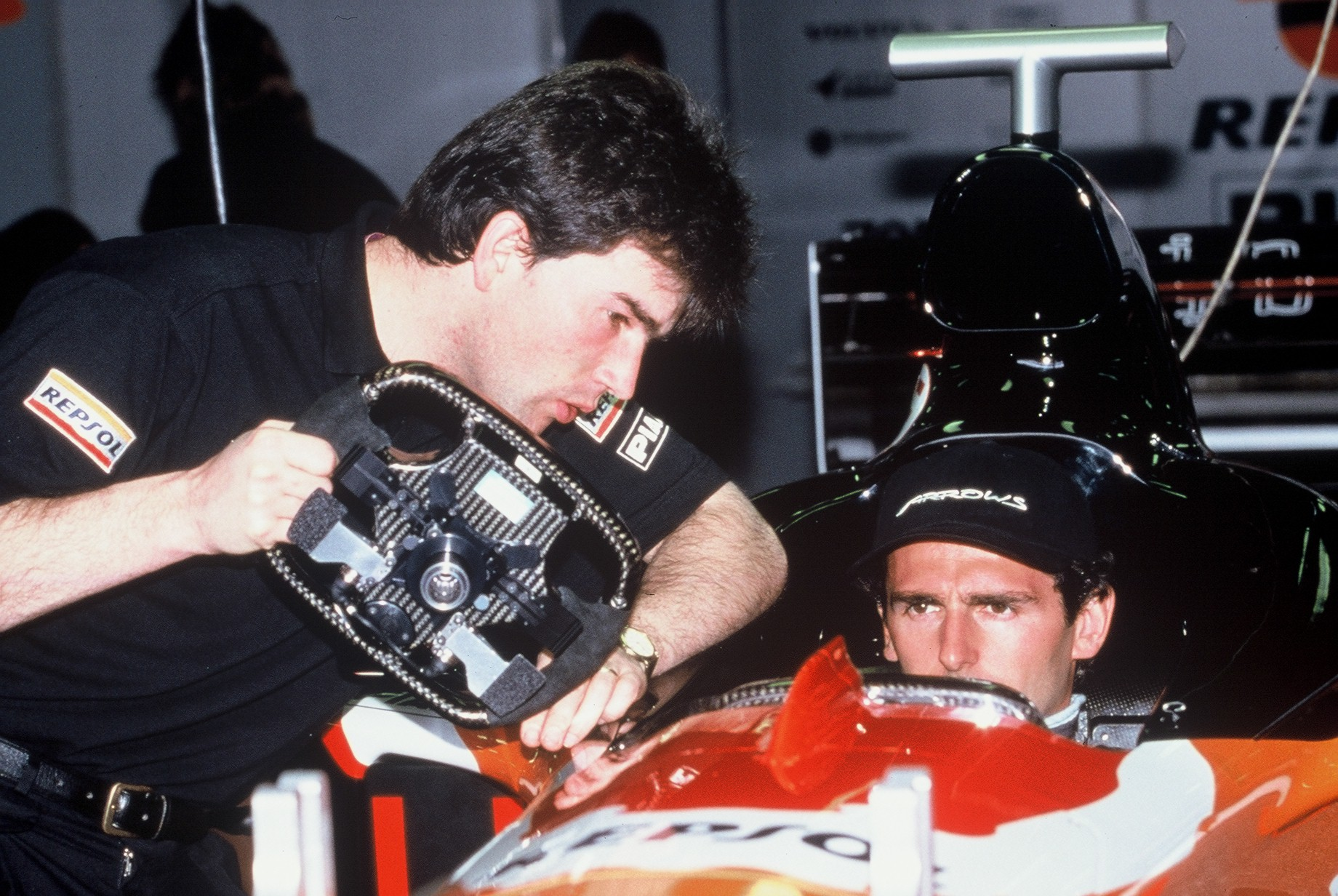
Pedro de la Rosa dans le cockpit de l'Arrows A20 lors du Grand Prix d'Australie 1999.

La saison commence par une sixième place obtenue par Pedro de la Rosa au Grand Prix d'Australie. Toranosuke Takagi termine quant à lui septième. Ces deux résultats sont les meilleurs de la saison, les A20 étant des voitures peu fiables, notamment à cause du moteur Arrows A20E. La monoplace ne rallie l'arrivée qu'à dix reprises en trente-deux engagements, le même résultat que lors de la saison précédente. Toranosuke Takagi est disqualifié du Grand Prix de France pour avoir utilisé des pneus destinés à son coéquipier espagnol.
Au sein de l'écurie, le directeur, Tom Walkinshaw, négocie le rachat de l'équipe avec le prétendu nigérian Prince Malik, en vain. Les moyens financiers manquent cruellement et très peu d'essais privés sont organisés.
À la fin de la saison, Arrows termine à la neuvième place du championnat des constructeurs avec un point, à égalité avec la Scuderia Minardi. Pedro de la Rosa termine dix-huitième du championnat des pilotes.

## Résultats en championnat du monde de Formule 1
| Saison | Écurie        | Moteur          | Pneus       | Pilotes           | Courses | Courses | Courses | Courses | Courses | Courses | Courses | Courses | Courses | Courses | Courses | Courses | Courses | Courses | Courses | Courses | Points inscrits | Classement |
| Saison | Écurie        | Moteur          | Pneus       | Pilotes           | 1       | 2       | 3       | 4       | 5       | 6       | 7       | 8       | 9       | 10      | 11      | 12      | 13      | 14      | 15      | 16      | Points inscrits | Classement |
| ------ | ------------- | --------------- | ----------- | ----------------- | ------- | ------- | ------- | ------- | ------- | ------- | ------- | ------- | ------- | ------- | ------- | ------- | ------- | ------- | ------- | ------- | --------------- | ---------- |
| 1999   | Repsol Arrows | Arrows A20E V10 | Bridgestone |                   | AUS     | BRÉ     | SMR     | MON     | ESP     | CAN     | FRA     | GBR     | AUT     | ALL     | HON     | BEL     | ITA     | EUR     | MAL     | JAP     | 1               | 9e         |
| 1999   | Repsol Arrows | Arrows A20E V10 | Bridgestone | Pedro de la Rosa  | 6e      | Abd     | Abd     | Abd     | 11e     | Abd     | 12e     | Abd     | Abd     | Abd     | 15e     | Abd     | Abd     | Abd     | Abd     | 13e     | 1               | 9e         |
| 1999   | Repsol Arrows | Arrows A20E V10 | Bridgestone | Toranosuke Takagi | 7e      | 8e      | Abd     | Abd     | 12e     | Abd     | Dsq     | 16e     | Abd     | Abd     | Abd     | Abd     | Abd     | Abd     | Abd     | Abd     | 1               | 9e         |

Légende : ici 